# 풀다
풀다(독일어: Fulda)는 독일 중부 헤센주에 있는 도시이다. 인구는 68,586명이다.
베저강의 지류인 풀다강 연안의 분지에 위치한다. 프랑크푸르트 동북쪽 106km, 카셀 남쪽 100km 떨어진 지점의 헤센 주 동부에 있는 오래 된 도시이다. 744년 보니파시오의 제자 스트루미오가 세운 베네딕토회 수도원이 건설되면서 이어진 도시이며, 이후 수도원령이 형성되어 수도원장이 일대를 통치하고 주교가 되었다. 1802년 주교령이 해체되었고, 1815년 헤센 카셀 방백령에 귀속되었다. 1829년 가톨릭 교구가 재설정되었다. 중세 시대의 건물이 남아 있으며, 대성당에는 보니파시오의 무덤이 있다. 유럽의 동서를 잇는 위치에 있어 풀다 갭이라는 통로로 불리는 곳이며, 제2차 세계대전 후 냉전 시기에는 동독에 가까운 위치에 있어 동독 및 소비에트 블록 지역에서 서유럽 최대의 금융도시 프랑크푸르트로 이어지는 길목에 위치하여 전략적 요충지로 알려졌었다.

## 출신 인물
- 카를 페르디난트 브라운

## 같이 보기
- 풀다 간격